# Роза Файн
Роза Файн — відома скрипалька, переможець Міжнародного конкурсу скрипалів імені Генріка Венявського у Познані.

## Біографія
Роза Файн народилася в Одесі у 1929 році. В п'ятирічному віці почала проявляти інтерес до музики і почала займатись скрипкою в учня знаменитого П. С. Столярського — В. Мордковича. Він вимагав від учнів обов'язкового виконання його завдань. У школі вихованців привчали до гри на естраді й навіть екзамени проводилися публічно. Закоханому в скрипку Мордковичу прийшлись по душі трудолюбство і старанність без сумніву здібної дівчинки. У 13 років вона вже виступала в сольних і симфонічних концертах.
У 1948 році Роза Файн вступила до Одеської консерваторії до класу професора В. Мордковича. Після завершення навчання у консерваторії з відзнакою, Розу Файн запрошують до Києва, де вона стала солісткою Національної філармонії України. Її скрипка звучить у кращих залах країни.
Продовжила Роза Файн вдосконалювати своє мистецтво в аспірантурі Московської консерваторії в класі Давида Ойстраха. Широковідомим ім'я Рози Файн стало після блискучого виступу на конкурсі імені Венявського. Успішним було післяконкурсне турне Польщею та різними містах Радянського Союзу. Почалися міжнародні гастролі в Угорщині, Німеччині, Румунії, Франції, Чехословаччині. Вона грає концерти Бетховена, Венявського, Мендельсона, Моцарта, Чайковського.
У 1980 році Роза Файн емігрувала у Федеративну Республіку Німеччини, де працює професором Вищої школи музики у Дюссельдорфі. У 1981 році стала одним з ініціаторів створення «Фонду Кирила Кондрашина», за допомогою якого з 1984 року в Амстердамі проводиться конкурс молодих диригентів імені Кондрашина.
Грала разом з кращими німецькими оркестрами — Берлінської філармонії, Дрезденською Штааткапелою, Лейпцизьким Гевандхаузом. У 1981 гастролювала у США. У Нью-Йорку виступала у супроводі симфонічного оркестру Нью-Йоркської філармонії. У Рози Файн напружений педагогічний графік. Серед її учнів лауреати конкурсів Кароліна Курковскі-Перес, Сюзанна Станзеліт, Теодора Геретс.

## Дискографія
- H.Wieniawski. Violinkonzert No.2 d-moll op.22
- E.Ysaye. Extase. Poeme fur Violine und Orchester op.21
- C.Saint-Saens. Introduktion und Rondo capriccioso op.28 Оркестр Московской Филармонии, К.Кондрашин
- L. van Beethoven. Sonate fur Violine und Klavier G-dur op.30, No.3
- C.Franck. Sonate fur Violine und Klavier A-dur (1886) P.Ostrovskij, Klavier J.Brahms, Sonate fur Violine und Klavier A-dur op.100 E.Epstein, Klavier
- Pietro A. Locatelli. Violin Sonata
- F. Schubert. Fantasie fur Violin und Klavier C-dur op.159
- S.Rachmaninow. Vocalise op.34, No.14
- P.Sarasate. Baskisches capriccio d-moll op.24
- H.Wieniawski. Polonaise D-dur op.4 W.Petruschanskij, Klavier